# Biografielijst I

## Ia

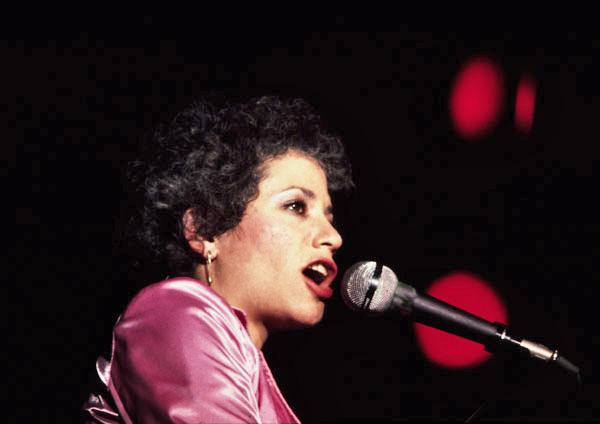
Janis Ian

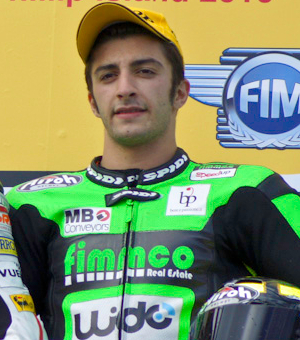
Andrea Iannone

- Giuseppe Iachini (1964), Italiaans voetbalcoach en voetballer
- Angelo Iachino (1889-1976), Italiaans admiraal
- Oleg Iachtchouk (1977), Oekraïens-Belgisch voetballer
- Simone Iacone (1984), Italiaans autocoureur
- Carlos Iaconelli (1987), Braziliaans autocoureur
- Paul Iacono (1988), Amerikaans acteur
- Periklís Iakovákis (1979), Grieks atleet
- Agathonas Iakovidis (1955-2020), Grieks zanger
- Kumba Ialá (1953-2014), Guinee-Bissaus politicus en president
- Iamblichus (±250-±330), neoplatonistisch geleerde en filosoof
- Janis Ian (1951), Amerikaans zangeres en songwriter
- Scott Ian (1963), Amerikaans muzikant
- Avram Iancu (1824-1872), Transsylvaans-Roemeens advocaat
- Gabriel Iancu (1994), Roemeens voetballer
- Alessandro Iandoli (1984), Italiaans voetballer
- Arcangelo Ianelli (1922-2009), Braziliaans schilder, beeldhouwer, illustrator en tekenaar
- Massimo Iannetti (1982), Italiaans wielrenner
- Andrea Iannone (1989), Italiaans motorcoureur
- Vincenzo Iaquinta (1979), Italiaans voetballer
- Aleksander Iasjvili (1977), Georgisch voetballer
- Miltiades Iatrou (onbekend), Grieks wielrenner

## Ib

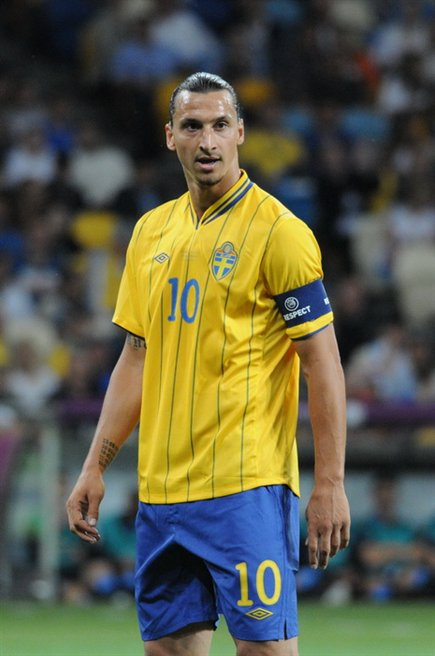
Zlatan Ibrahimović (2012)

- Ariel Ibagaza (1976), Argentijns voetballer
- Francisco Ibáñez (1936-2023), Spaans schrijver en tekenaar (Paling en Ko)
- Pablo Ibáñez (1981), Spaans voetballer
- Caterine Ibargüen (1984), Colombiaans atlete
- Rosario Ibarra de Piedra (1927-2022), Mexicaans feministe, politiek activiste en politica
- Agustín Ibarrola Goicoechea (1930-2023), Spaans schilder en beeldhouwer
- Jordon Ibe (1995), Engels voetballer
- Henri-Gabriel Ibels (1867–1936), Frans kunstschilder
- Jacques Ibert (1890-1962), Belgisch componist
- Bernie Ibini-Isei (1992), Australisch voetballer
- Vedad Ibišević (1984), Bosnisch voetballer
- Wim Ibo (1918-2000), Nederlands cabaretier, schrijver, producent en cabarethistoricus
- David Iboma (1994), Belgisch voetballer
- Vicente Iborra (1988), Spaans voetballer
- Abdullah Ibrahim (1934), Zuid-Afrikaans jazzmusicus
- Rabiu Ibrahim (1991), Nigeriaans voetballer
- Saad Eddin Ibrahim (1938-2023), Egyptisch socioloog
- Salou Ibrahim (1979), Belgisch voetballer
- Dadash Ibrahimov (1976), Azerbeidzjaans atleet
- Izzat Ibrahim ad-Douri (1942-2020), Iraaks militair officier en politicus
- Hayle İbrahimov (1990), Ethiopisch/Azerbeidzjaans atleet
- Zlatan Ibrahimović (1981), Zweeds voetballer

## Ic

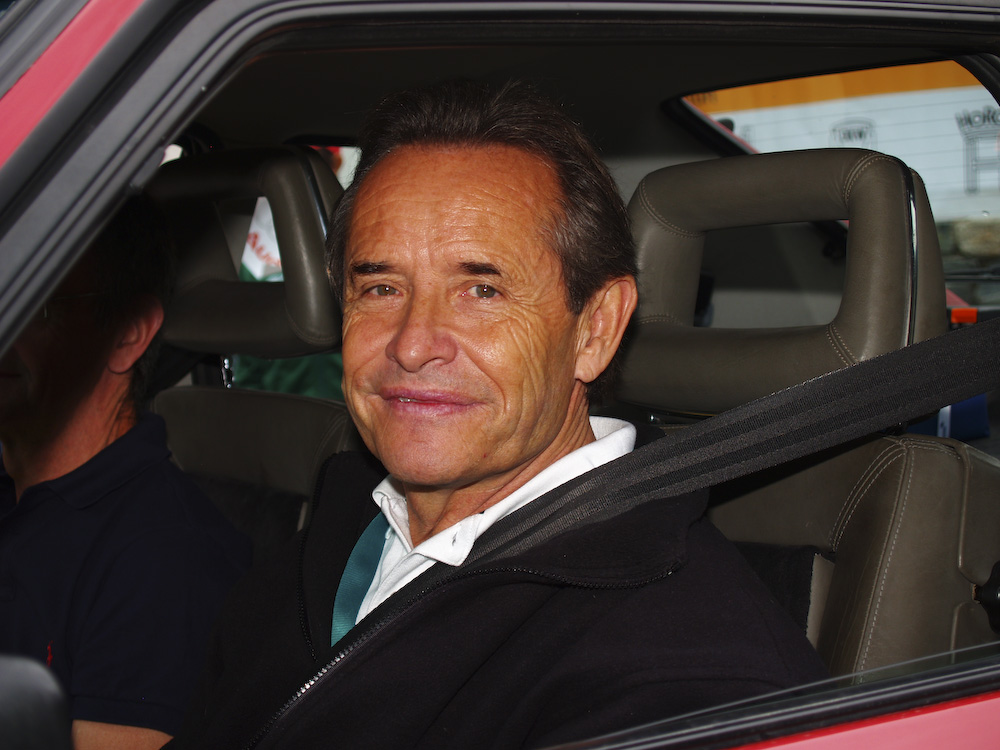
Jacky Ickx

- Mauro Icardi (1993), Argentijns voetballer
- René Iché (1897-1954), Frans surrealistisch beeldhouwer en schilder
- David Icke (1952), Engels voetballer
- Jacky Ickx (1945), Belgisch autocoureur
- Vanina Ickx (1975), Belgisch autocoureur
- Kon Ichikawa (1915-2008), Japans regisseur
- Mayumi Ichikawa (1976), Japans atlete
- Ictinus (5e eeuw v.Chr.), Grieks architect

## Id
- Fouad Idabdelhay (1988), Nederlands voetballer
- Menasheh Idafar (1991), Brits-Bahreins autocoureur
- Bernard Ide (1950), Belgisch politicus
- Leo Ide (1901–1979), Belgisch architect
- Louis Ide (1973), Belgisch arts en politicus
- Tameo Ide (1908-1998), Japans voetballer
- Yuji Ide (1975), Japans autocoureur
- Émile Idée (1920-2024), Frans wielrenner
- Willem Idenburg (1904-1945), Nederlands verzetsstrijder
- Youssef Idilbi (1976-2008), Palestijns-Nederlands acteur
- Eric Idle (1943), Brits acteur
- Bily Idol (1955), Brits rockmusicus
- Phillips Idowu (1978), Brits atleet
- Besian Idrizaj (1987-2010), Oostenrijks voetballer
- Wieger Hendricus Idzerda (1872-1938), Nederlands fotograaf en filmregisseur
- Wieger Hendrikus Idzerda (1816-1881), Nederlands lid van de Tweede Kamer

## Ie
- Apisai Ielemia (1955-2018), Tuvaluaans minister-president
- Fred van Iersel (1954-2023), Nederlands theoloog, ethicus en hoofdaalmoezenier

## If
- Frank Ifield (1937-2024), Brits-Australisch zanger en presentator
- Jerel Ifil (1982), Engels voetballer
- Philip Ifil (1986), Engels voetballer
- Akira Ifukube (1914-2006), Japans componist

## Ig

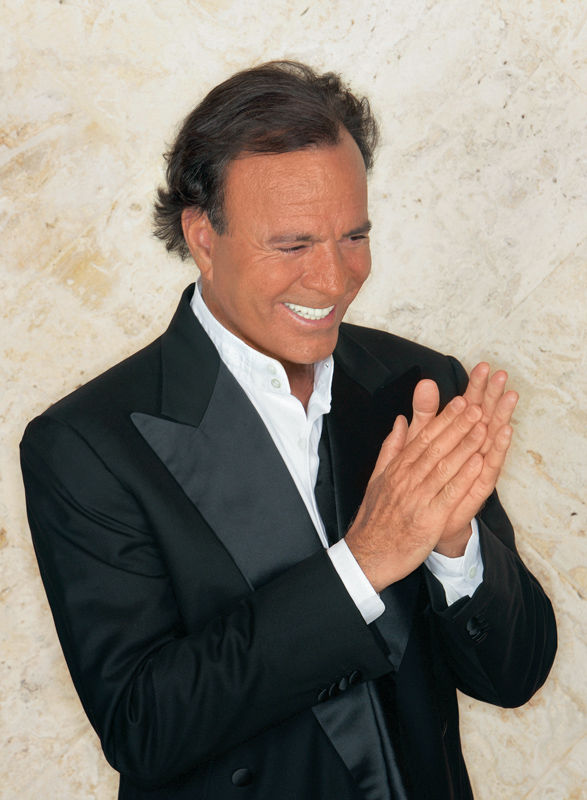
Julio Iglesias (2008)

- Emma Igelström (1980), Zweeds zwemster
- Louis Van Ighem (1933-2009), Belgisch politicus
- Enrique Iglesias (1975), Spaans zanger
- Fadrique Iglesias (1980), Boliviaans atleet
- Iván Iglesias (1971), Spaans voetballer
- Julio Iglesias (1943), Spaans zanger
- José María Iglesias Inzaurraga (1823-1891), Mexicaans politicus
- Madalena Iglésias (1939-2018), Portugees zangeres en actrice
- Maksim Iglinski (1981), Kazachs wielrenner
- Raily Ignacio (1987), Nederlands voetballer
- Louis Ignarro (1941), Amerikaans farmacoloog en Nobelprijswinnaar
- Doina Ignat (1968), Roemeens roeister
- Vasili Ignatenko (1961-1986), Wit-Russisch-Oekraïens brandweerman en liquidator bij de kernramp van Tsjernobyl
- Michail Ignatjev (1985), Russisch wielrenner
- David Ignatius (1950), Amerikaans journalist en auteur
- Natalia Ignatova (1973), Russisch atlete
- Aleksandar Ignjatović (1988), Servisch voetballer
- Nevena Ignjatović (1990), Servisch alpineskiester
- Aleksandar Ignjovski (1991), Servisch voetballer
- Abdalaati Iguider (1987), Marokkaans atleet

## Ih
- James Iha (1968), Amerikaans rockgitarist
- Hanna Ihedioha (1997), Duits snowboardster

## Ii
- Toshinari Iijima (1960), Japans componist

## Ij
- Gijs IJlander (Gijs Hoetjes) (1947-2024), Nederlands schrijver
- Kees IJmkers (1924-2014), Nederlands politicus
- Sergio IJssel (1979), Surinaams-Nederlands acteur
- Johanna Maria IJssel de Schepper-Becker (1885-1979), Nederlands roman- en toneelschrijfster
- Frank IJsselmuiden (1939), Nederlands politicus
- Sylvana IJsselmuiden (1994), Nederlands presentatrice en actrice
- Gerrit IJsselstein (1916-2004), Nederlands opperofficier
- Bernardus IJzerdraat (1891-1941), Nederlands verzetsstrijder
- René IJzerman (1955), Nederlands voetballer
- Tom IJzerman (1987), Nederlands voetballer

## Ik

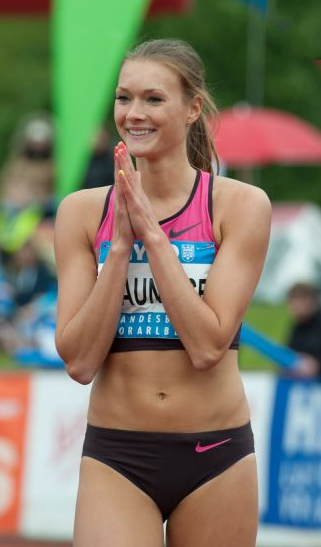
Laura Ikauniece

- Laura Ikauniece (1992), Lets atlete
- Ike Gyokuran (1727–1784), Japans kunstschilder
- Rikako Ikee (2000), Japans zwemster
- Yasuo Ikenaka (1914-1992), Japans atleet
- Iktinos (5e eeuw v.Chr.), Grieks architect
- Mia Ikumi (1979-2022), Japans mangaka

## Il

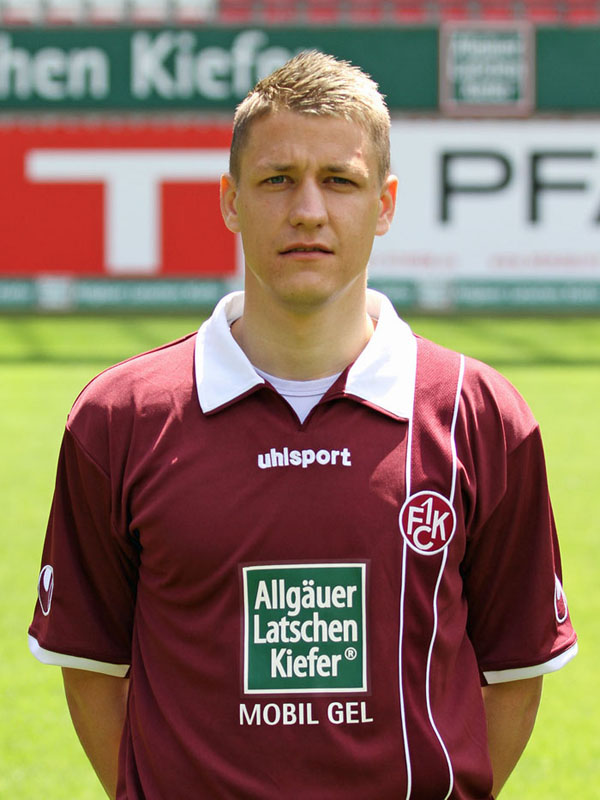
Ivo Iličević

- Ilah (1971), Belgisch cartooniste en stripauteur; pseudoniem van Inge Heremans
- Magda Ilands (1950), Belgisch atlete
- Hermogenes Ilagan (1873-1943), Filipijns zarzuela-zanger, -schrijver en -producent
- Lourence Ilagan (1978), Filipijns darter
- Moa Ilar (1997), Zweeds langlaufster
- Edgar Ilarde (1934-2020), Filipijns radio- en televisiepresentator en politicus
- Wessel Ilcken (1923-1957), Nederlands jazzmusicus
- Danny Ildefonso (1976), Filipijns basketballer
- Bieke Ilegems (1971), Belgisch actrice en presentatrice
- Herwig Ilegems (1962), Belgisch (theater)acteur
- Roger Ilegems (1962), Belgisch profwielrenner
- Robert Iler (1985), Amerikaans acteur
- Greg Iles (1960-2025), Amerikaans schrijver
- Rafael Ileto (1920-2003), Filipijns generaal en minister van Defensie
- Ion Iliescu (1930-2025), Roemeens president (1989-1996 en 2000-2004)
- Karl Ilgner (1862-1921), Duits elektrotechnisch ingenieur
- Aleksandar Ilić (1969), Servisch voetballer
- Saša Ilić (1977), Servisch voetballer
- Ivo Iličević (1986), Kroatisch voetballer
- Lucian Ilie (1967), Roemeens voetballer
- Adriana Iliescu (1938), Roemeens recordhoudster
- Vlatko Ilievski (1985-2018), Macedonisch zanger en acteur
- Jelena Ilinych (1994), Russisch kunstschaatsster
- Nadezjda Iljina (1949-2013), Sovjet-Russisch atlete
- Jekaterina Iljoechina (1987), Russisch snowboardster
- Ljoebov Iljoesjetsjkina (1991), Russisch kunstschaatsster
- Dionýz Ilkovič (1907-1980), Slowaaks fysisch scheikundige
- Asier Illarramendi (1990), Spaans voetballer
- Ivan Illich (1926-2002), Oostenrijks-Amerikaans-Mexicaans-Duits publicist, polyglot, filosoof en theoloog
- Annie Ilonzeh (1983), Amerikaans actrice
- Callum Ilott (1998), Brits autocoureur
- Maarja-Liis Ilus (1980), Ests zangeres
- Toomas Hendrik Ilves (1953), Ests politicus
- Fahmi Ilyas (1992), Maleisisch autocoureur

## Im

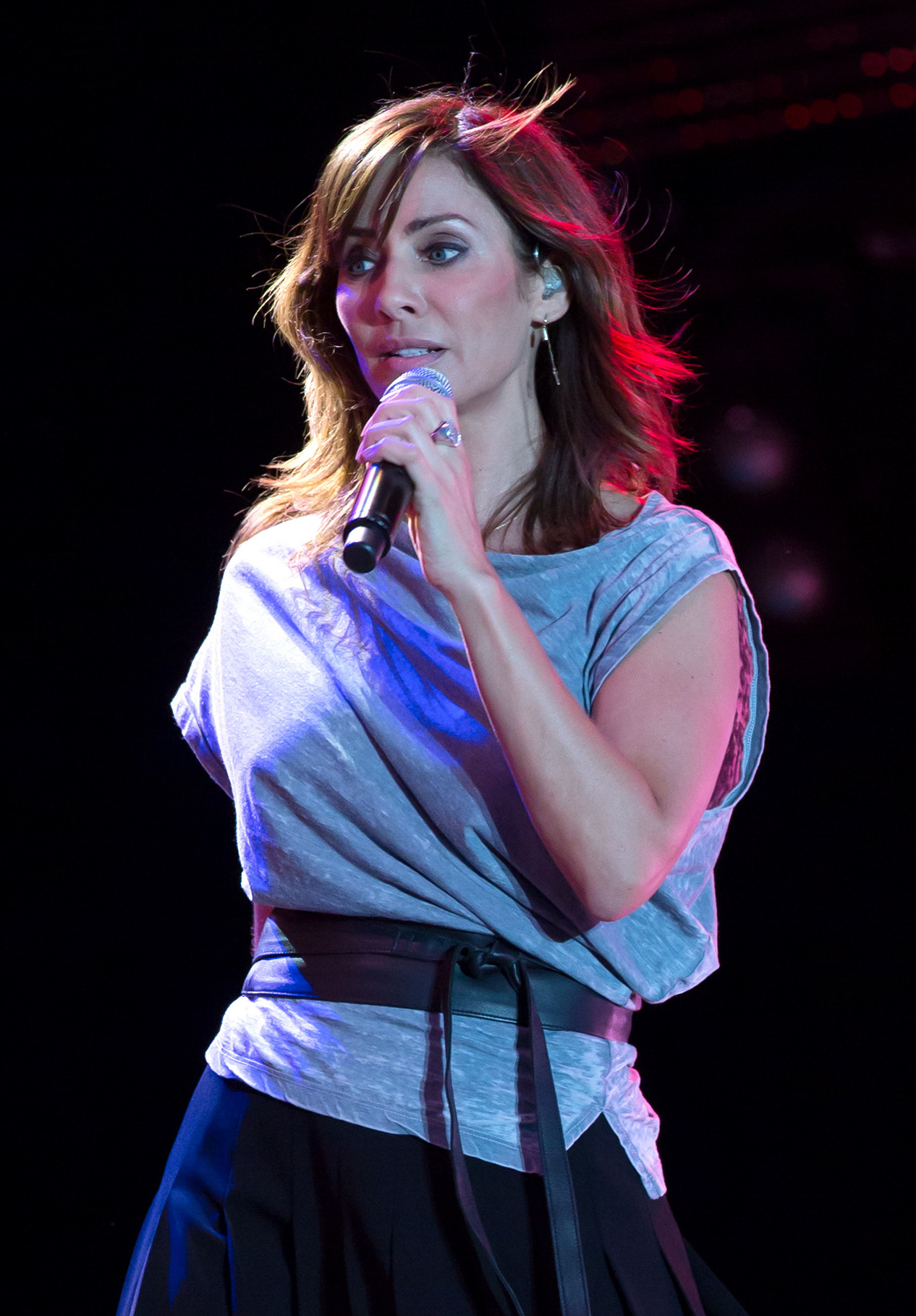
Natalie Imbruglia

- Nedim Imaç (1966/67-2007), Turks-Nederlands ondernemer en sportbestuurder
- Masaru Imada (1932-2025), Japans jazzpianist en -componist
- Gideon Imagbudu (1978), Nigeriaans-Belgisch voetballer
- Imagina van Isenburg-Limburg († na 1317), koningin van Duitsland, landgravin van Thüringen, gravin van Nassau
- Imagina van Westerburg († 1388), Duitse adellijke vrouw
- Grant Imahara (1970-2020), Amerikaans elektrotechnicus en televisiepresentator
- Adel Imam (1940), Egyptisch filmacteur
- Damir Imamović (1978), Bosnisch zanger, musicus en songwriter
- Shohei Imamura (1926-2006), Japans filmregisseur
- Kiyoshiro Imawano (1951-2009), Japans acteur, componist en rockvocalist
- Heinz Imboden (1962), Zwitsers wielrenner
- Race Imboden (1993), Amerikaans schermer
- Gerrit Imbos (1921-1943), Nederlands verzetsstrijder tijdens WOII
- Juozas Imbrasas (1941), Litouws politicus
- Javier Imbroda Ortiz (1961-2022), Spaans basketbalcoach en politicus.
- Natalie Imbruglia (1975), Australisch popzangeres
- Gustaaf Willem baron van Imhoff (1705-1750), Oostfries-Nederlands VOC-functionaris
- Imhotep (27e eeuw v.Chr.), Egyptisch architect
- Jaroměr Hendrich Imiš (1819-1897), Sorbisch predikant, schrijver en activist
- Jörg Immendorff (1945-2007), Duits kunstschilder en beeldhouwer
- Lex Immers (1986), Nederlands voetballer
- Clara Immerwahr (1870-1915), Duits scheikundige
- Johannes Immerzeel (1776-1841), Nederlands schrijver en dichter
- Christophe Impens (1969), Belgisch atleet
- Alexandre Imperatori (1987), Zwitsers autocoureur
- Carlos Imperial (1930-2010), Filipijns politicus
- Michael Imperioli (1966), Amerikaans acteur
- Daryl Impey (1984), Zuid-Afrikaans wielrenner
- Kristof Imschoot (1980), Belgisch voetballer

## In

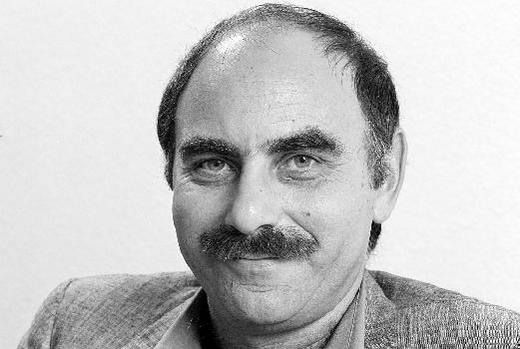
Ralph Inbar

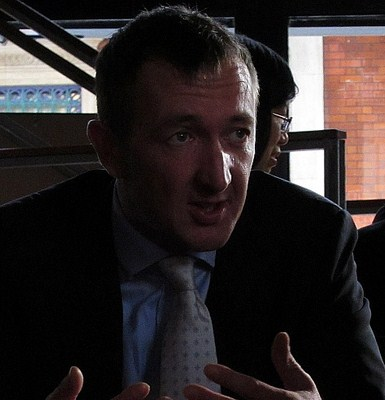
Ralph Ineson, 2011

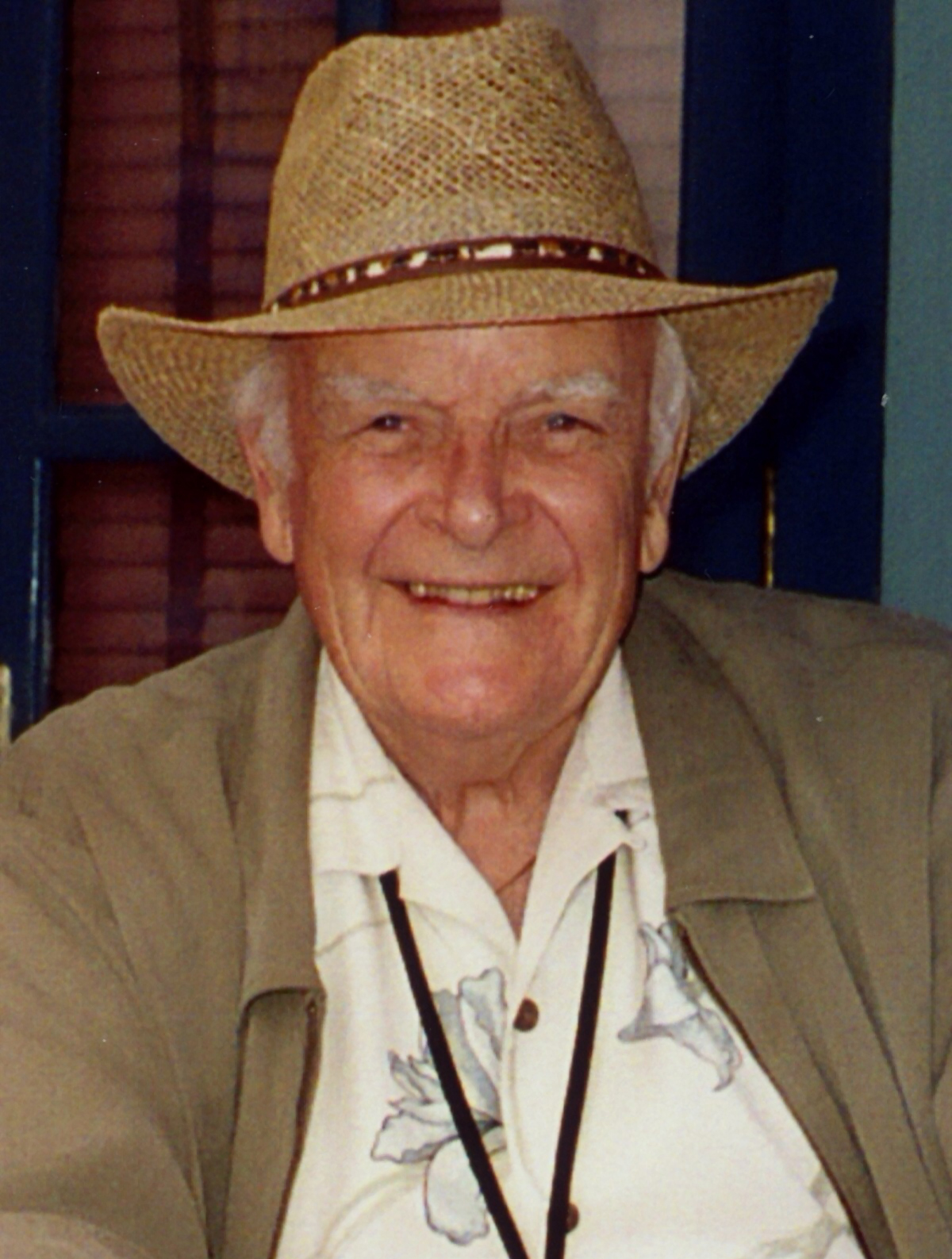
John Ingle

- Danny In 't Ven (1968), Belgisch wielrenner
- Kristien In-'t-Ven (1969), Belgisch kinderboekenschrijfster
- Paul In 't Ven (1945), Belgisch wielrenner
- Willy In 't Ven (1943), Belgisch wielrenner
- Kyoko Ina (1972), Amerikaans kunstschaatsster
- Ralph Inbar (1938-2004), Nederlands televisieprogrammamaker en regisseur
- Paul Ince (1967), Engels voetballer
- Tom Ince (1992), Engels voetballer
- Zac Incerti (1996), Australisch zwemmer
- Miguel Induráin (1964), Spaans wielrenner
- Martin Indyk (1951-2024), Amerikaans diplomaat
- Indutiomarus (53 v. C.), Gallisch vorst
- Rolf Ineichen (1978), Zwitsers autocoureur
- Tanja Ineke (1961), Nederlandse activiste voor rechten van lesbiennes
- Ralph Ineson (1969), Brits acteur
- Pedro Infante jr. (1950-2009), Mexicaans zanger en artiest
- Victoire Ingabire (1968), Rwandees politica
- Laura Ingalls Wilder (1867-1957), Amerikaans schrijfster
- Filip Ingebrigtsen (1993), Noors atleet
- Henrik Ingebrigtsen (1991), Noors atleet
- Jakob Ingebrigtsen (2000), Noors atleet
- Domien Ingels (1881-1946), Belgisch beeldhouwer
- Nick Ingels (1984), Belgisch wielrenner
- Yngvild Ingels (1979), Belgisch politica
- Patrik Ingelsten (1982), Zweeds voetballer
- Ida Ingemarsdotter (1985), Zweeds langlaufster
- Klas Ingesson (1968-2014), Zweeds voetballer en -trainer
- John Ingle (1928-2012), Amerikaans acteur
- Ingoberga (rond 520-589), echtgenote van de Frankische koning Charibert I
- Christopher Kelk Ingold (1893-1970), Brits scheikundige
- James Ingram (1952-2019), Amerikaans soulzanger en muzikant
- Luther Ingram (1937-2007), Amerikaans zanger en componist
- Marco Ingrao (1982), Belgisch-Italiaans voetballer
- Jean-Auguste-Dominique Ingres (1780-1867), Frans schilder
- Danny Ings (1992), Engels voetballer
- Terry Ingstad (1947), Amerikaans radiodeejay, acteur, filmproducent, filmregisseur, filmeditor en scenarioschrijver, bekend onder het pseudoniem Shadoe Stevens
- Jim Inhofe (1934-2024), Amerikaans politicus
- Silvan Inia (1969), Nederlands voetballer
- Andrés Iniesta (1984), Spaans voetballer
- John Inman (1935-2007), Brits acteur
- Christof Innerhofer (1984), Italiaans alpineskiër
- Katharina Innerhofer (1991), Oostenrijks biatlete
- Innocentius III (1160/1161-1216), Italiaans paus (1198-1216)
- Innocentius III, eigenlijk Lando van Sezze, tegenpaus (1179-1180)
- Innocentius VIII (1432-1492), paus (1484-1492)
- Innocentius IX (1519-1591), Italiaans paus (1591)
- Antonio Inoki (1943-2022), Japans worstelaar
- İsmet İnönü (1884-1973), Turks president (1938-1950)
- Daniel Inouye (1924-2012), Amerikaans politicus
- Evelyn Insam (1994), Italiaans schansspringster
- Charlotte Insinger (1965), Nederlands commissaris
- Emiliano Insúa (1989), Argentijns voetballer
- Federico Insúa (1980), Argentijns voetballer
- Tasanapol Inthraphuvasak (2005), Thais autocoureur
- Giovanni Invernizzi (1926-1986), Italiaans roeier
- Docus Inzikuru (1982), Oegandees atlete
- Gaspar Iñíguez (1994), Argentijns voetballer

## Io

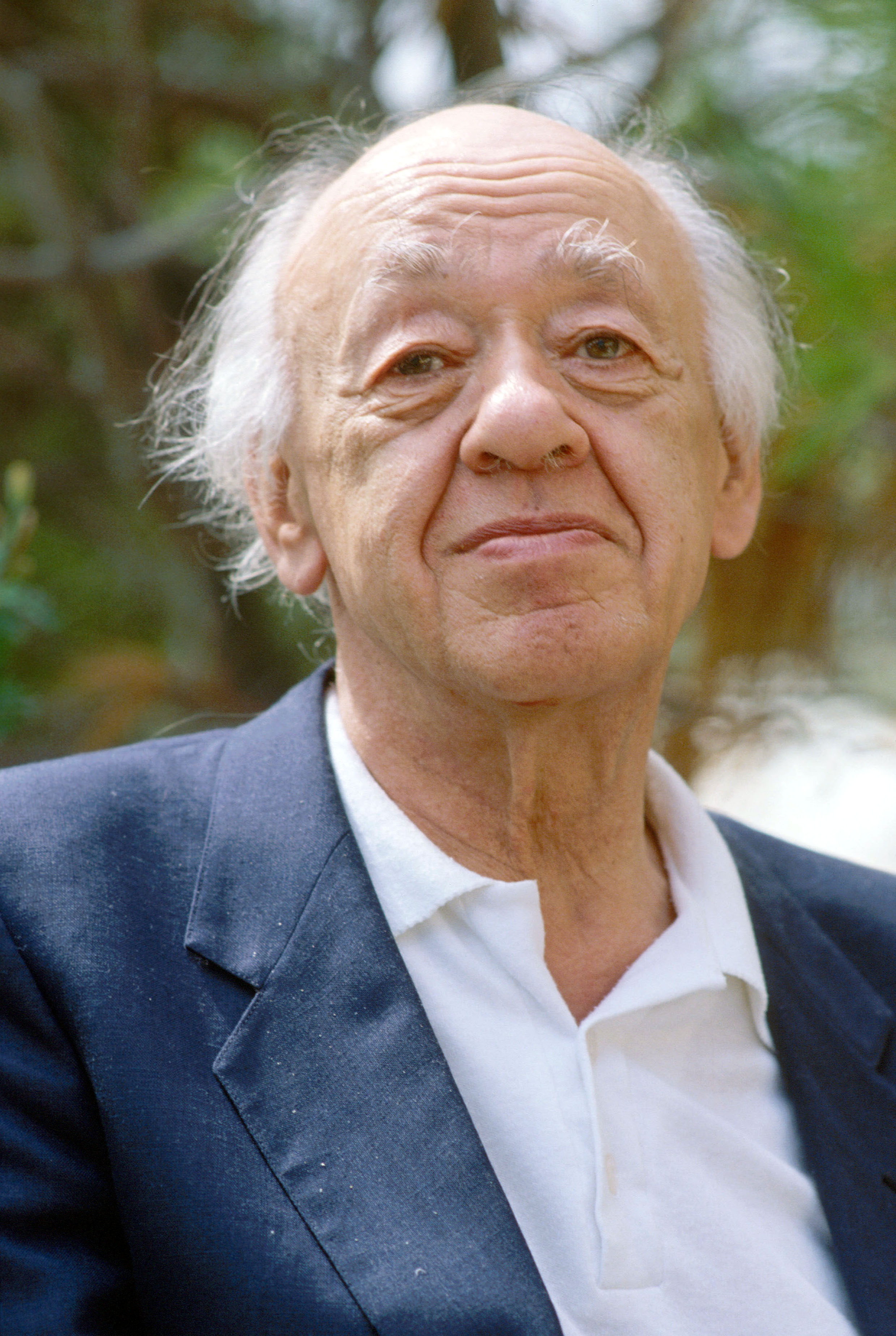
Eugène Ionesco (1993)

- Alkinoos Ioannidis (1969), Grieks-Cypriotisch componist, liedschrijver, zanger en orkestrator
- Kyriakos Ioannou (1984), Grieks-Cypriotisch atleet
- Tony Iommi (1948), Brits gitarist
- Eugène Ionesco (1909-1994), Frans toneelschrijver
- Andrei Ionescu (1988), Roemeens voetballer
- Ştefan Iordache (1941-2008), Roemeens acteur
- Frits Herbert Iordens (1919-1944), Nederlands student en verzetsman
- Jaba Ioseliani (1926-2003), Georgisch theaterdocent, politicus en militieleider
- Petru Iosub (1961), Roemeens roeier

## Ip
- Iphicrates (4e eeuw v.Chr.), Atheens veldheer en huurlingencommandant
- Ricardo Ippel (1990), Nederlands voetballer
- Michail Ippolitov-Ivanov (1859-1935), Russisch componist, dirigent en muziekpedagoog

## Iq
- Mohammed Iqbal (1877-1938), Pakistaans dichter, filosoof en politicus

## Ir
- José Iraragorri (1912-1983), Spaans voetballer
- Daniela Iraschko (1983), Oostenrijks schansspringster
- Maria Irausquin-Wajcberg (1897-1979), eerste vrouw in de Arubaanse volksvertegenwoordiging
- Percy Irausquin (1969-2008), Arubaans-Nederlands modeontwerper
- Michael Irby (1972), Amerikaans acteur
- Dennis Ireland (1954), Nieuw-Zeelands motorcoureur
- Irene, keizerin van Byzantium (780-790, 792-802)
- Ireneus (140?-202?), Romeins theoloog
- Ryosuke Irie (1990), Japans zwemmer
- Luce Irigaray (1930), Belgisch filosofe, psychiater, taalkundige en feministe
- Irmgard van Hohenlohe (?-1372), Duitse adellijke vrouw
- Soeki Irodikromo (1945-2020), Surinaams kunstenaar
- Geovana Irusta (1975), Boliviaans atlete
- Eddie Irvine (1965), Noord-Iers autocoureur
- Paula Irvine (1968), Amerikaans actrice
- David Irving (1938), Brits revisionistisch historicus
- Henry Irving (1838-1905), Brits toneelspeler
- John Irving (1942), Amerikaans schrijver
- Lewis Irving (1995), Canadees freestyleskiër
- Bill Irwin (1950), Amerikaans acteur en clown
- Jonathan James (Jonnie) Irwin (1973-2024), Brits televisiepresentator
- Steve Irwin (1962-2006), Australisch dierenkenner, dierentuinhouder, natuurbeschermer en documentairemaker/-presentator
- Terri Irwin (1964), Australisch dierkundige en dierentuinhoudster
- Tom Irwin (1956), Amerikaans acteur

## Is

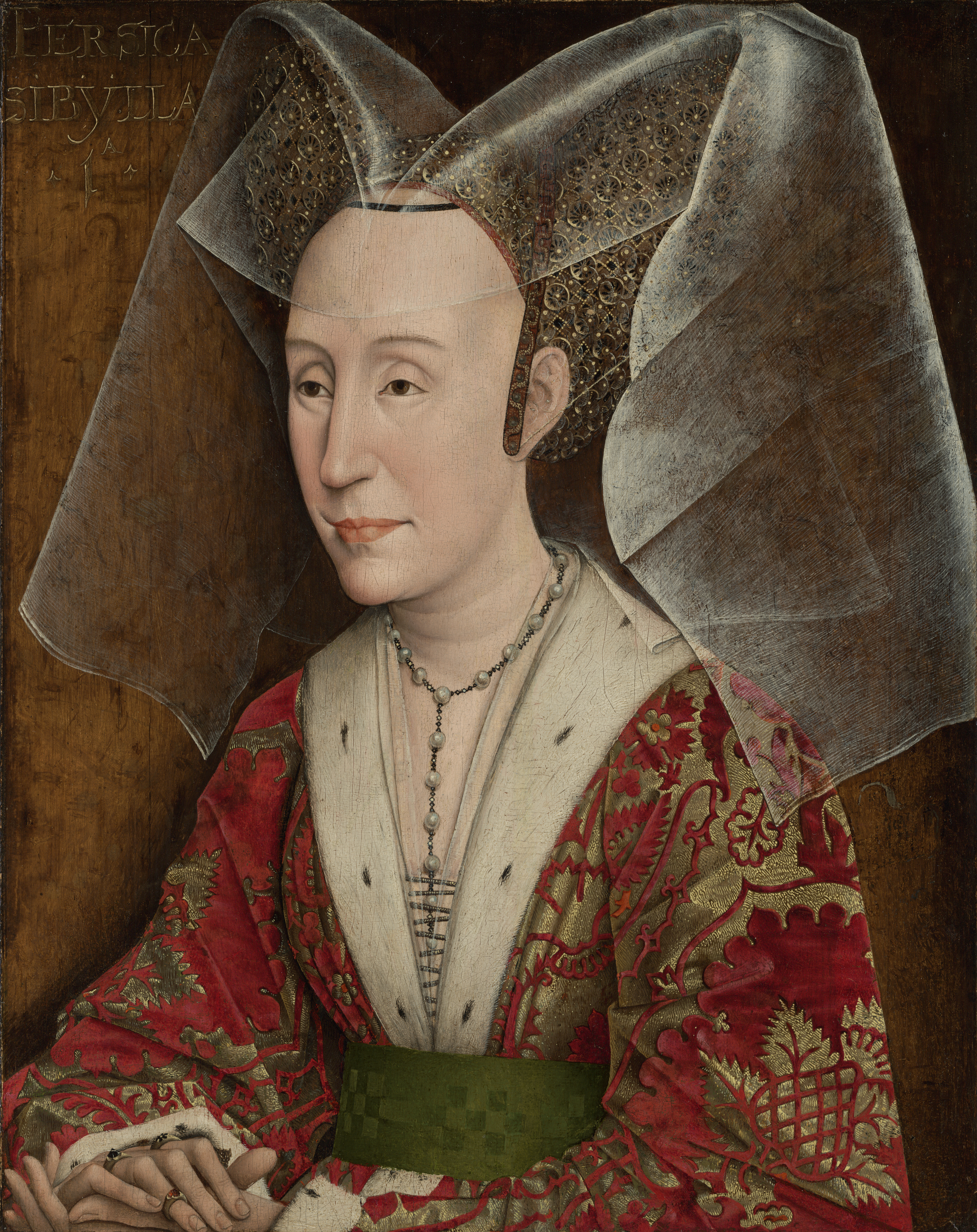
Isabella van Portugal
atelier Rogier van der Weyden

- George Isaac (1938-2023), Egyptisch politicus en activist
- Heinrich Isaac (~1450-1517), Vlaams-Oostenrijks componist
- Gregory Isaacs (1951-2010), Jamaicaans reggae-artiest
- Isaak (2e millennium v.Chr.), Bijbels persoon (aartsvader)
- Isaak I, keizer van Byzantium (1057-1059)
- Isaak II, keizer van Byzantium (1185-1195, 1203-1204)
- Chris Isaak (1956), Amerikaans singer-songwriter en acteur
- Matevos Isaakjan (1998), Russisch autocoureur
- María Isabel (1995), Spaans zangeres
- Isabella van Bourbon (1436-1465), echtgenote van Karel de Stoute
- Isabella van Lotharingen (1397-1456), regentes van Nassau-Weilburg en Saarbrücken, vertaalster
- Isabella van Portugal (1397-1471), echtgenote van Filips de Goede
- Lino Isaia, Tokelau-eilands politicus
- Maria Isakova (1920-2011), Russisch langebaanschaatser
- Johnny Isakson (1944-2021), Amerikaans politicus
- Andreas Isaksson (1981), Zweeds voetballer
- Erwin Isbouts (1988), Nederlands voetballer
- Moses Isegawa (1963), Oegandees-Nederlands schrijver
- Hendrik Isemborghs, (1914-1973), Belgisch voetballer
- Imagina van Isenburg-Limburg († na 1317), koningin van Duitsland, landgravin van Thüringen, gravin van Nassau
- Wolfgang Iser (1926-2007), Duits anglist en literatuurwetenschapper
- Lloyd Isgrove (1993), Engels voetballer
- Christopher Isherwood (1904-1986), Brits-Amerikaans schrijver
- Leslie Ishii, Amerikaans actrice
- Yasuhiro Ishimoto (1921-2012), Japans-Amerikaans fotograaf
- Hiroaki Ishiura (1981), Japans autocoureur
- Stefan Ishizaki (1982), Zweeds voetballer
- Julia Isídrez (1967), Paraguayaans keramiekkunstenaar
- Jelena Isinbajeva (1982), Russisch atlete
- Johan Herman Isings (1884-1977), Nederlands tekenaar
- Yusuf Islam (1948), Engels zanger en songschrijver
- Abdel Fattah Ismail (1939-1986), Zuid-Jemenitisch politicus
- Ismail Ahmed Ismail (1984), Soedanees atleet
- Sherif Ismail (1955-2023), Egyptisch politicus en premier
- John Isner (1985), Amerikaans tennisser
- Volmari Iso-Hollo (1907-1969), Fins atleet
- Shabir Isoufi (1992), Nederlands voetballer
- Arata Isozaki (1931-2022), Japans architect
- Jonathan Israel (1946), Brits historicus
- Rinus Israël (1942-2025), Nederlands voetballer
- Han Israëls (1951), Nederlands socioloog, rechtspsycholoog en historicus
- Isaac Israëls (1865-1934), Nederlands kunstschilder
- Jozef Israëls (1824-1911), Nederlands kunstschilder
- Erik Israelsson (1989), Zweeds voetballer
- Geert van Istendael (1947), Vlaams schrijver
- Joseph Istler (1919-2000), Tsjechisch kunstschilder
- Denis Istomin (1986), Oezbeeks tennisser
- Andrei Istratescu (19?), Roemeens schaker
- Panait Istrati (1884-1935), Roemeens schrijver
- Ravil Isyanov (1962-2021), Russisch acteur

## It

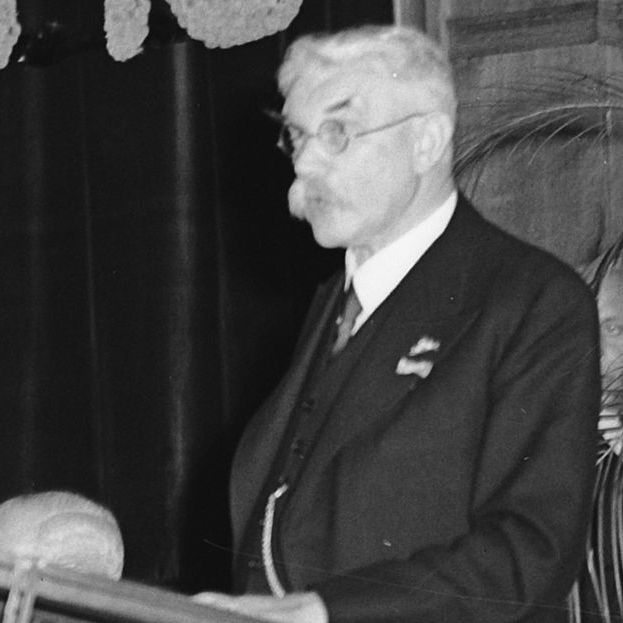
Gerrit van Iterson

- Charles Itandje (1982) Frans voetbaldoelman
- Gerrit van Iterson (1878-1972) Nederlands hoogleraar
- Daiki Ito (1985), Japans schansspringer
- Makiko Ito (1973), Japans atlete
- Midori Ito (1969), Japans kunstschaatsster
- Miki Ito (1987), Japans freestyleskiester
- Shinichi Ito (1966), Japans motorcoureur
- Toyo Ito (1941), Japans architect
- Yoshihiro Ito (1977), Japans autocoureur
- Usheoritse Itsekiri (1998), Nigeriaans atleet
- Johannes Itten (1888-1967) Zwitsers kunstschilder en kleurtheoreticus
- Narasak Ittiritpong (1983), Thais autocoureur
- Graciela Iturbide (1942), Mexicaans fotograaf
- Juan Manuel Iturbe (1993), Argentijns voetballer
- Agustín de Iturbide (1784-1824), keizer van Mexico (1822-1823)
- Agustín de Iturbide y Green (1863-1925), Mexicaans troonopvolger
- Dalia Itzik (1952), Israëlisch lerares en politica
- Gregory Martin Itzin (1948-2022), Amerikaans acteur

## Iu
- Iulia Domna (170-217), Romeins keizerin (193-217)
- Iulia Mamaea (?-235), Romeins keizerin (222-235)
- Iulia Soaemias (?-224/5), Romeins keizerin (218-224/5)
- Gaius Iulius Caesar, Romeins veldheer, politicus en dictator (100-44 v.Chr.)
- Gaius Iulius Caesar Germanicus (Caligula) (12-41), princeps van Rome (37-41)
- Gaius Iulius Caesar Octavianus (Augustus) (63 v.Chr.-14 n.Chr.), princeps van Rome (27 v.Chr.-14 n.Chr.)
- Germanicus Iulius Caesar, Romeins veldheer en erfgenaam van Tiberius (14 v.Chr.-19 n.Chr.)

## Iv

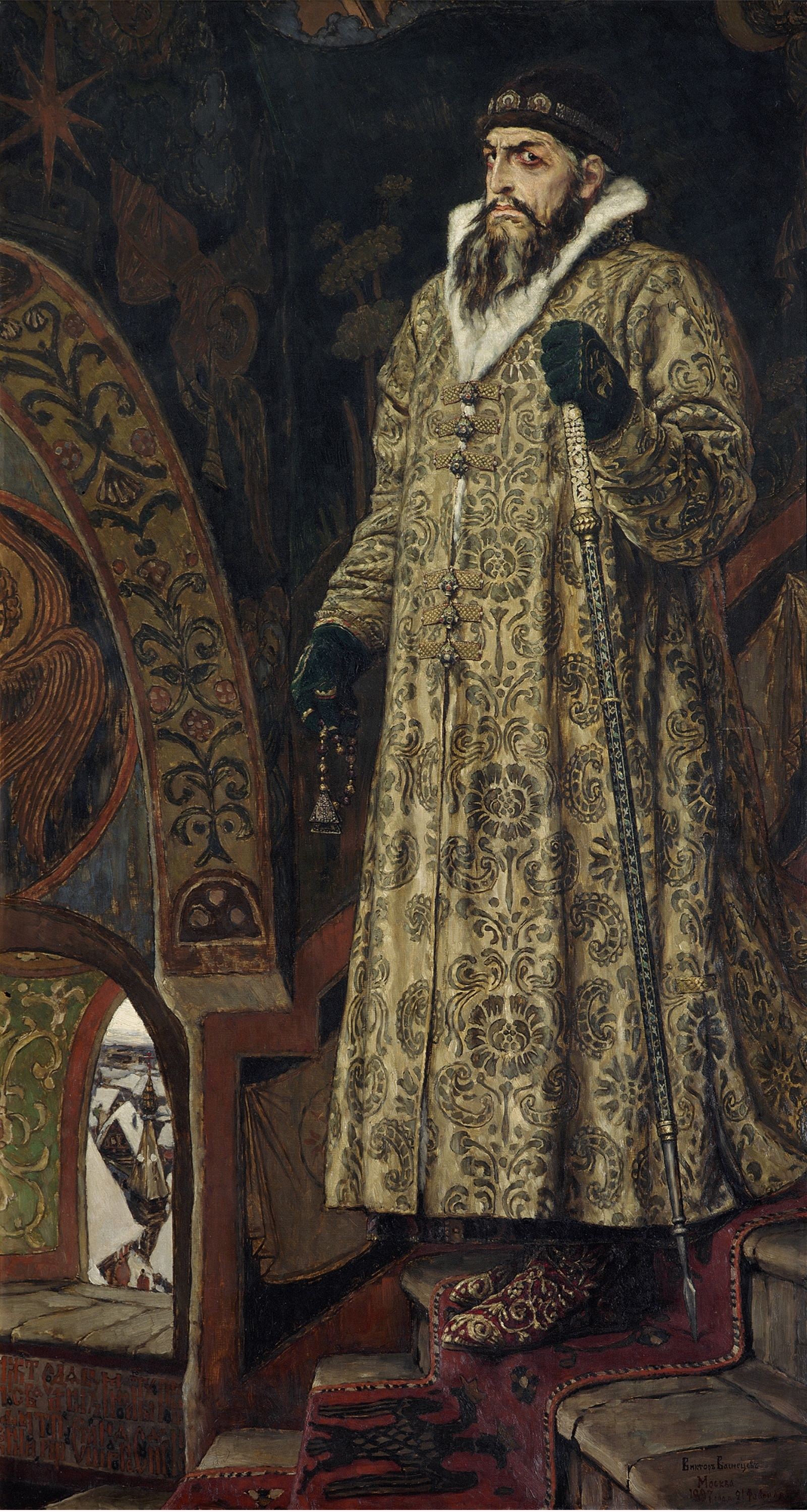
Ivan de Verschrikkelijke

- Ivan de Verschrikkelijke (1530-1584), tsaar van Rusland (1547-1584)
- Paula Ivan (1963), Roemeens atlete
- Goran Ivanišević (1971), Kroatisch tennisser
- Branko Ivanković (1954), Kroatisch voetballer en voetbalcoach
- Nicolas Ivanoff (1967), Frans piloot
- Aleksandr Ivanov (1806-1858), Russisch kunstschilder
- Aleksandr Ivanov (1993), Russisch atleet
- Sergej Ivanov (1953), Russisch politicus
- Sergej Ivanov (1975), Russisch wielrenner
- Vjatsjeslav Ivanov (1866-1949), Russisch schrijver, dichter, dramaturg filosoof en criticus
- Vjatsjeslav Ivanov (1938-2024), Sovjet-Russisch roeier
- Albina Ivanova (1977), Russisch atlete
- Alevtina Ivanova (1975), Russisch atlete
- Alina Ivanova (1969), Russisch atlete
- Iliana Ivanova (1975), Bulgaars politica en econome
- Kira Ivanova (1963-2001), Russisch kunstschaatsster
- Olimpiada Ivanova (1970), Russisch atlete
- Zoja Ivanova (1952), Sovjet-Russisch/Kzachs atlete
- Ana Ivanović (1987), Servisch tennisser
- Branislav Ivanović (1984), Servisch voetballer
- Vasyl Ivantsjoek (1969), Oekraïens schaker
- Stan Ivar (1943), Amerikaans acteur
- Volodymyr Ivasjko (1932-1994), Oekraïens politicus
- Volodymyr Ivasjoek (1949-1979), Oekraïens componist, tekstschrijver en dichter
- Jo Ivens (1927-2022), Nederlands organist en dirigent
- Jonas Ivens (1984), Belgisch voetballer
- Joris Ivens (1898-1989), Nederlands filmmaker
- Kees Ivens (1871-1941), Nederlands fotograaf
- Wilhelm Ivens (1849-1904), Duits-Nederlands fotograaf
- Claes Iversen (1977), Deens modeontwerper
- Emil Iversen (1991), Noors langlaufer
- Steffen Iversen (1976), Noors voetballer
- Allen Iverson (1975), Amerikaans basketballer
- Charles Edward Ives (1874-1954), Amerikaans componist
- Judith Ivey (1951), Amerikaans actrice
- Borislav Ivkov (1933-2022), Servisch schaker en journalist
- Tomislav Ivković (1960), Kroatisch voetballer en voetbalcoach
- Patrick Ivuti (1978), Keniaans atleet

## Iw
- Reira Iwabuchi (2001), Japans snowboardster
- Hiroyuki Iwaki (1932-2006), Japans dirigent en percussionist
- Andrzej Iwan (1959-2022), Pools voetballer
- Tomasz Iwan (1971), Pools voetballer
- Ayumu Iwasa (2001), Japans autocoureur
- Maurice Iweins d'Eeckhoutte (1904-1976), Belgisch diplomaat
- Jasper Iwema (1989), Nederlands motorcoureur

## Iy
- Iban Iyanga (1987), Spaans voetballer

## Iz
- Takuya Izawa (1984), Japans autocoureur
- Mariano Izco (1983), Argentijns voetballer
- Isa Izgi (1984), Belgisch voetballer
- Danila Izotov (1991), Russisch zwemmer
- Shigechiyo Izumi (1865-1986), Japans oudste mens ter wereld
- Hitoyasu Izutsu (1971), Japans motorcoureur